# Samir Kerbouche
Samir Kerbouche (né le 16 décembre 1978) est un joueur de handball Algérien. Il évolue au sein du CRB Baraki et de l'équipe nationale d'Algérie.
Il participe notamment au Championnat du monde 2013.

## Palmarès

### avec l'Équipe d'Algérie
Championnat du monde de handball
- 19e au championnat du monde 2009 ( Croatie)
- 15e au championnat du monde 2011 ( Suède)
- 17e au championnat du monde 2013 ( Espagne)

Championnat d'Afrique
- Médaille d'bronze au championnat d'Afrique 2010 ( Égypte)
- Médaille d'argent au championnat d'Afrique 2012 ( Maroc)
- Médaille d'or au championnat d'Afrique 2014 ( Algérie)

Autres
- Médaille d'bronze  aux Jeux africains de 2011